# Aphrophora
Aphrophora ist eine Gattung der Schaumzikaden mit holarktischer Verbreitung. In Europa leben sechs Arten der Gattung, eine davon nur extrem selten im östlichen Polen, die anderen auch in Deutschland. Die Gattung umfasst mehr als 70 Arten, von denen einige allerdings taxonomisch unklar (Nomen dubium) sind. Einige Arten gelten als Forstschädlinge.

## Merkmale
Es handelt sich um gedrungene Zikaden mit in Aufsicht moderat langgestreckter, rhombischer bis ovaler Körperform mit einer Körperlänge zwischen 7 und 15 Millimeter. Die Arten sind unauffällig braun gefärbt, oft mit einer hellen und dunklen Fleckenzeichnung. Der in Aufsicht dreieckige Kopf trägt mittig einen Längskiel, der sich bei vielen Arten auf dem Pronotum fortsetzt. Kopf, Pronotum und die derb ledrig wirkenden Vorderflügel sind punktiert. Kopf und Pronotum, teilweise auch die Vorderflügel, sind dicht kurz behaart. Der Frontoclypeus, die großen Sklerite, der den größten Teil der Kopfvorderseite ausmachen, sind langgestreckt und merklich mehr oder weniger weit vorgewölbt, hinter ihnen befindet sich die Saugpumpe (Cibarialpumpe), mit denen das Tier Pflanzensäfte (Xylem) saugt. Der Saugrüssel selbst ist von moderater Länge, er erreicht zurückgelegt die Hinterhüften, er ist damit länger als bei den meisten verwandten Gattungen. Das Pronotum ist breiter als lang, es ist hinten etwas eingebuchtet.
Die Arten der Gattung sind oft untereinander sehr ähnlich und sicher nur nach der Gestalt der männlichen Begattungsorgane unterscheidbar.

## Biologie und Lebensweise

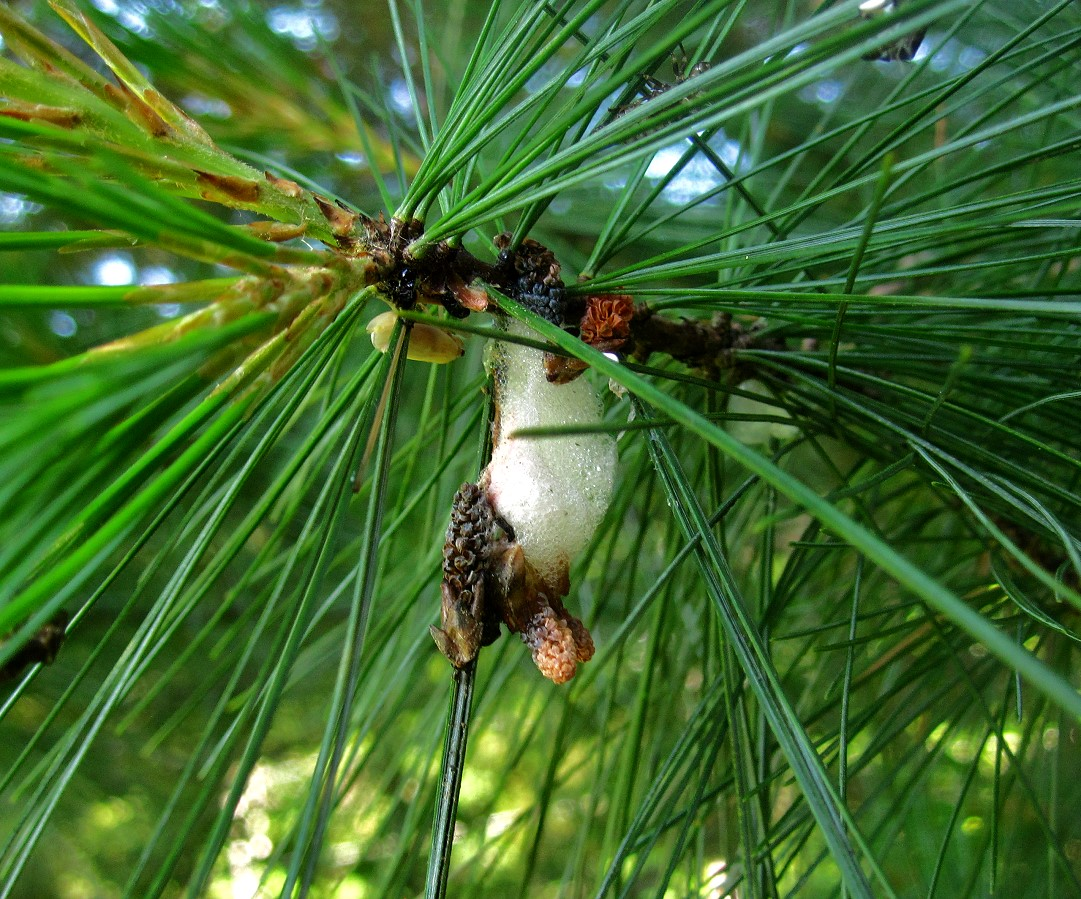
Aphrophora cribrata, Schaumnest einer Nymphe auf Kiefer

Imagines der Aphorophora-Arten saugen an verschiedenen Baum- oder Straucharten, je nach Art sind sie polyphag mit breitem Wirtsspektrum oder monophag an einer einzelnen Art bzw. Gattung. Die Arten gehören zu den Schaumzikaden, bei denen die Jugendstadien (Nymphen) eingehüllt in Schaumnestern leben, die sie selbst durch das Einblasen von Luft in ein abgegebenes Sekret erzeugen. Die Nymphen leben an denselben Nahrungspflanzen wie die Imagines, oder sie nutzen andere, sehr oft krautige Arten. Bei einigen amerikanischen Arten saugen die Nymphen unterirdisch an Kriechsprossen oder Wurzeln.

## Verbreitung
Aphrophora-Arten sind in der Alten Welt vor allem aus Ostasien und aus Europa (Westpaläarktis) bekannt, aus den dazwischen liegenden Regionen gibt es wenige Nachweise, was aber auch an der schlechten faunistischen Erforschung liegen kann. Zahlreiche weitere Arten leben in Nordamerika, darunter einige aus der Alten Welt eingeschleppte. In Japan leben 13 Arten der Gattung, auf Taiwan 15. In Kanada leben 12 Arten. Wenige Arten wurden auch aus Südamerika angegeben, dabei handelt es sich um dubiose Arten, die teilweise seit ihrer Beschreibung nicht wiedergefunden worden sind. Zumindest teilweise, möglicherweise auch ganz, gehören sie anderen Gattungen an.

## Taxonomie
Typusart der Gattung ist Cercopis alni Fallén, 1806, heute Aphrophora alni, durch nachträglichen Beschluss der ICZN. Die Gattung ist in Europa, in Japan und in Nordamerika gut erforscht, aber im Rest der Welt sehr schlecht bearbeitet, eine weltweite Revision der Gattung ist dringend erforderlich. Sie umfasst zahlreiche „dubiose“ Arten (Nomen dubium), bei denen es sich wahrscheinlich um Synonyme anderer Arten handelt. So wurde erst kürzlich die aus Belgien beschriebene Art Aphrophora willemsi mit Aphrophora salicina synonymisiert. Auch andere Arten, darunter etliche von dem italienischen Forscher Valerio Capanni beschriebene Arten, sind seit seiner Beschreibung niemals wiedergefunden worden. Bei der Revision der japanischen Fauna synonymisierte Tadashi Komatsu von den 44 vorher beschriebenen Arten 31. Die tatsächliche Artenzahl der Gattung ist daher unklar.
In der europäischen Fauna sind sechs Arten nachgewiesen (deutsche Namen nach Biedermann & Niedringhaus):
- Aphrophora alni – Erlenschaumzikade
- Aphrophora corticea – Kiefernschaumzikade
- Aphrophora major – Alpenschaumzikade
- Aphrophora pectoralis – Bunte Weidenschaumzikade
- Aphrophora salicina – Braune Weidenschaumzikade
- Aphrophora similis

## Ökonomische Bedeutung
Die amerikanischen Arten Aphrophora saratogensis und Aphrophora cribrata (syn. Aphrophora parallela) gelten als Forstschädlinge auf Kiefern-Arten (Pinus). Aphrophora cribrata wurde von hier aus in weitere Regionen eingeschleppt. Die europäischen Aphrophora alni und Aphrophora salicina gelten als, weniger bedeutsame, Schädlinge auf Weichhölzern, in Zier- und Hausgärten und Kurzumtriebsplantagen.